# Do They Know It's Christmas?
"Do They Know It's Christmas?" er en sang skrevet i 1984 af Bob Geldof og Midge Ure som reaktion på tv-rapporter om hungersnøden i etiopien i 1983-85. Den blev første gang indspillet på kun én dag den 25. november 1984 af Band Aid, en supergruppe samlet af Geldof og Ure, der består hovedsagligt at de største britiske og irske musikere på tidspunktet for indspilningen. Singlen blev udgivet i Storbritannien den 3. december 1984 og med hjælp fra en stor del publicity strøg den ind på UK Singles Chart som nummer et, hvor den også blev i fem uger - hvorfor den også blev Juleetteren i 1984. Sangen blev den hurtigst sælgende single i britisk hitlistehistorie, da den solgte mere end en million udgaver i den først uge alene, og den passerede tre millioner på årets sidste dag i 1984, på dens vej til at blive den bedste sælgende single nogensinde i Storbritannien. Denne titel holdt sangen indtil Elton Johns "Candle in the Wind 1997" blev udgivet i 1997, som en hyldest til Prinsesse Diana, efter hendes død. Den originale version af "Do They Know It's Christmas" har solgt mere en 3,79 millioner udgaver i Storbritannien indtil videre.

## Hitlister og certifikationer
| Hitlister (1984–85)                              | Højeste placering |
| ------------------------------------------------ | ----------------- |
| Australien (Kent Music Report)                   | 1                 |
| Belgien (Ultratop 50 Flanderen)                  | 1                 |
| Canada (RPM 100 Singles)                         | 1                 |
| Danmark (Track Top-40)                           | 1                 |
| Europa (Europarade)                              | 1                 |
| Frankrig (SNEP)                                  | 34                |
| Tyskland (Official German Charts)                | 1                 |
| Irland (IRMA)                                    | 1                 |
| Italien (FIMI)                                   | 1                 |
| Japan (Oricon)                                   | 20                |
| Holland (Dutch Top 40)                           | 1                 |
| New Zealand (RIANZ)                              | 1                 |
| Norge (VG-lista)                                 | 1                 |
| Sverige (Sverigetopplistan)                      | 1                 |
| Schweiz (Schweizer Hitparade)                    | 1                 |
| Storbritannien Singles (Official Charts Company) | 1                 |
| USA Billboard Hot 100                            | 13                |
| Østrig (Ö3 Austria Top 40)                       | 1                 |

| Hitliste (2016)                | Højeste placering |
| ------------------------------ | ----------------- |
| Polen (Polish Airplay Top 100) | 27                |

| Hitliste (1984)                        | Placering |
| -------------------------------------- | --------- |
| Australian Singles (Kent Music Report) | 19        |
| UK Singles (Official Charts Company)   | 1         |
| Hitliste (1985)                        | Placering |
| New Zealand Singles (RMNZ)             | 10        |
| UK Singles (Official Charts Company)   | 14        |

| Land                                             | Certificering | Salg      |
| ------------------------------------------------ | ------------- | --------- |
| Canada (Music Canada)                            | Platin        | 100,000^  |
| New Zealand (RMNZ)                               | Platin        | 15.000*   |
| Storbritannien                                   | Platin        | 3,790,000 |
| USA                                              | Guld          | 2,500,000 |
| ^Forsendelsestal baseret på certificering alene. |               |           |